# Concepción Blasco Oliver
Concepción Blasco Oliver (Castelló de la Plana, 1858 - Castelló de la Plana, 1 de febrer de 1938) fou una mestressa de casa i propietària valenciana, vinculada a l'Associació Castellonenca de Caritat, la Junta de Tràfic de Blanques, i l'Obra Protecció d'Interessos Catòlics (Castelló de la Plana).

## Biografia
Va nàixer a Castelló de la Plana i es va casar amb Leandro Alloza, l'enginyer que va fer i dur a terme el projecte del port de Castelló, molt aclamat i esperat per tota la ciutadania. Va tindre una filla, Concepción Alloza, qui va seguir els seus mateixos passos en la tasca filantròpica.
Concepción Blasco encarnava el típic model de l'àngel de la llar de les classes mitjanes i altes, que es dedicava a la casa i estava també molt vinculada a l'Església i a obres de caritat, precisament un dels espais que permetia les dones eixir de la monotonia de la llar. A Castelló, a finals del segle xix, hi havia diferents associacions que es dedicaven a les obres benèfiques i en les quals les dones tenien un paper determinant. Així, dedicaven la seva activitat en l'associació de Conferències de Sant Vicent de Paul, igual que en el Rober de la Caritat de l'església de Sant Agustí, fundat el 1884, que reunia aquell any al voltant de 60 dones que feien roba per als pobres. El 1894 van ser admeses per primera vegada dones en el Cercle Catòlic de Castelló com a sòcies protectores, i es va crear un Patronat de xiquetes regentat per dones i que va establir una escola gratuïta per a xiquetes pobres; posteriorment també es van establir les escoles dominicals.
En aquest ambient benefactor, Concepción Blasco i moltes joves de Castelló no sols es dedicaven a anar als actes pietosos o d'assistència a les capes necessitades, sinó també eixien a escoltar conferències i vetllades líricomusicals, a veure teatre, llegien el diari. A poc a poc, per freqüentar diferents espais de sociabilitat es van familiaritzar amb els assumptes públics i els esdeveniments que ocorrien al seu voltant i això va fer créixer el seu interés pels problemes socials.
La filantropia que van practicar diferents dones catòliques va ser una experiència que va modificar la percepció del món i la seua pròpia identitat. Normalment s'iniciaven en associacions mixtes de caritat i benefactores on treballaven sota la direcció masculina, però, a poc a poc, van començar a organitzar agrupacions femenines que controlaven i gestionaven elles mateixes. Aquest és el cas de Concepción Blasco, que tenia càrrecs directius de gestió en diferents associacions, on va desenvolupar una tasca molt lloable.
Destaca la seua acció com a presidenta de l'Associació Castellonenca de Caritat, on van portar a terme una activitat de recaptació per a les classes necessitades molt dinàmica i continuada. Com a exemple, al juny de 1921 s'havien recol·lectat 4.240 pessetes, que no sols eren destinades a aquesta associació, sinó també als sindicats catòlics femenins i a altres associacions seglars i religioses. Les donacions que aportava la classe alta de Castelló es publicaven en la premsa amb noms i cognoms per a sacralitzar la caritat públicament i fer minvar la mala consciència.
Un altre càrrec de gestió que va ostentar era el de presidenta de la Junta de Tràfic de Blanques en els anys 20. Aquesta institució intentava acollir mares fadrines, prostitutes penedides i fins i tot dones acusades de mala conducta pels seus pares. Normalment eren ingressades en el convent de les monges oblates de Benicàssim. Encara que en aquesta junta molts dels seus integrants eres homes que ocupaven càrrecs públics com l'alcalde de Castelló, el director de l'institut d'ensenyament mitjà, inspectors de sanitat o algun diputat, les dones s'encarregaven molt directament de la seva gestió i Concepción Blasco com a presidenta va ser recolzada molt directament per Magdalena Grao i María Alegre, membres com ella de l'associació Obra Protecció d'Interessos Catòlics de Castelló.